# Nils Horner
Nils Georg Anthony Horner, född 5 december 1962 i Caroli församling i Borås i Älvsborgs län, död 11 mars 2014 i Kabul i Afghanistan, var en svensk-brittisk journalist och korrespondent vid Sveriges Radio.

## Biografi
Nils Horner var son till den svenske teckningsläraren Ragnar Horner och den brittiska läraren Jean Horner (född Sinfield). 1972 flyttade familjen till ett hus i stadsdelen Brämhult. Redan som barn drömde Horner om att bli journalist och han skrev sin egen tidning Brevduvan. Som 14-åring fick han arbete på Västgöta-Demokraten.
Horner anställdes vid Sveriges Radio 2001. Dessförinnan var han verksam vid Borås Tidning sedan början av 1980-talet och på Förenade Landsortstidningar (FLT) och som frilansare under flera år. Horner rapporterade under större delen av sitt yrkesverksamma liv från krigs- och katastrofområden. Från 1991 var han stationerad i New York. Han började som utrikeskorrespondent för Sveriges Radio 2001 i New Delhi och bevakade framför allt Asien och Mellanöstern.
Horners sista reportage handlade om afghanska kvinnors oro inför det kommande valet, och samma dag, den 11 mars, sändes ett reportage från Asien rörande den tredje årsdagen för den tsunami som drabbade Japan 2011.
Horner blev skjuten i bakhuvudet den 11 mars 2014 på en gata i Kabul. Han fördes till det italienska sjukhuset Emergency där han dödförklarades. De två gärningsmännen fångades på bild när de flydde till fots. Ingen grips dock och den svenska förundersökningen lades ned. Den islamistiska terrorgruppen Fidai Mohaz tog kort efter mordet på sig skulden, vilket ifrågasattes av säkerhetskällor. Gruppen hävdade att Horner hade varit agent åt den brittiska underrättelsetjänsten MI6.

## Utmärkelser
- 2001: Marcus Ölanderpriset[12][13]
- 2007: Stora Ekopriset
- 2014: Publicistklubbens Stora Pris 2014[14]
- 2014: Radioakademins Specialpris 2014[15]

## Nils Horner-priset
Borås Tidning och dess ägarstiftelse Tore G Wärenstams stiftelse instiftade 2015 tillsammans med Sveriges Radio och JMG Nils Horner-priset till minne av korrespondenten Nils Horner.